# آلفا رومئو ۲۶۰۰
آلفارومئو ۲۶۰۰ (Alfa Romeo ۲۶۰۰) خودرویی است که در سال‌های ۱۹۶۱–۱۹۶۸>۱۱٬۳۴۶ produced
۲٬۰۹۲ Berlina
۶٬۹۹۹ Sprint
۲٬۲۵۵ Spider
۵۴ OSI De Luxe در ایتالیا و آفریقای جنوبی تولید شده‌است.
این خودرو در کلاس خودرو لوکس قرار گرفته و طراحی آن خودروهای موتور جلو-محور عقب بوده‌است. سیستم جعبه‌دندهٔ آن ۵ دنده به صورت دستی است.